# 白靜寅
白靜寅（1918年—1951年6月29日），河南省孟縣人，中央軍校六分校十五期步科畢業，台灣東部防守司令部參謀處少校參謀，受中共中央社會部台灣工作站活動牽連被判處死刑，1951年6月29日槍決於台北水源路刑場。

## 生平
白靜寅，1918年生於河南省孟縣，1939年入南寧中央軍校六分校十五期步科畢業，1949年任台灣東部防守司令部參謀處少校參謀。
1948年中共中央社會部部長李克農先後派遣朱芳春(化名非)、蕭明華及周一粟等多名特工赴台發展組織，成立中共中央社會部台灣小組，成員孫玉林負責組織財務來源，在花蓮經營泰豐米廠，透過幫助陸軍第五十四軍政治部少將主任柏羽笙，讓柏羽笙棲身在自宅，利用關係獲得第五十四軍軍米生意，並且透過關係認識白靜寅。
孫玉林向白靜寅建立關係，私下購買軍火，中共中央指示孫玉林在台灣東部發展地下武裝基地及在海岸建立登陸據點。1950年2月情治機關發覺非身分，在非住處逮捕蕭明華，非被迫逃亡至花蓮孫玉林處，孫玉林介紹非化名趙光鄰與白靜寅認識，請求白靜寅幫趙光鄰辦諜報證，並許以重資回報。白靜寅回東防部後私自製作諜報證後偷竊關防發證後將諜報證交與孫玉林。
1950年3月22日非帶著包含「海南島作戰計畫書」、「臺灣省作戰計畫書」等多達二十幾種相關軍事情報之相片膠卷，從基隆搭船往香港返回上海，同年5月海南島全島遭到中共解放。
1950年6月9日保密局會同國防部逮捕白靜寅，1951年7月全案偵查進入後續收網階段，調查局在香港新聞天地週刊刊登整刊的特稿，以李克農照片為封面，標題中共社會部首領李克農的潛台組織已被一網打盡。
白靜寅與同案蘇藝林、陳平、田子彬、安學林、張慶、嚴明森、孫玉林、劉維、熙、徐毅、周一粟、葛仲卿、譚興坦、林振成、簡桂生、馬學樅、李學驊共18人被判處死刑，1951年6月29日槍決於水源路刑場。

## 紀念
2013年10月，北京西山國家森林公園的無名英雄廣場上立有無名英雄紀念碑，為紀念來台灣在1950年代被處決「隱避戰線烈士」而設立，白靜寅銘刻於紀念碑上，為中共國家安全部追認之中華人民共和國烈士。